# Rhododendron edgarianum
Rhododendron edgarianum är en ljungväxtart som beskrevs av Alfred Rehder och E. H. Wilson. Rhododendron edgarianum ingår i släktet rododendron, och familjen ljungväxter. Inga underarter finns listade i Catalogue of Life.